# 大手町 (千代田區)
大手町（日语：／ Ōtemachi */?）是日本東京千代田區之地名，下設大手町一丁目與大手町二丁目。鄰中央區（日本橋本石町、八重洲），以地下鐵各線的大手町站為中心的區域。因皇居之大手門（從前江戶城本丸之正門）得名。是日本經濟的中心，與南方的丸之內聚集了政府體系的金融機關、大型銀行、商社、大眾媒體總部等。
過去本地也稱皇居前，建築物高度受到嚴格限制，但是現在已逐漸開放，東京產經大廈、讀賣新聞大廈等摩天大樓陸續興建，與丸之內形成日本重要的辦公商區之一。因建物老化，近年亦正展开再開發。
大手町作為辦公商區的特色是日夜人口差異很大，白天的活動人口是夜間居住人口的成百上千倍。

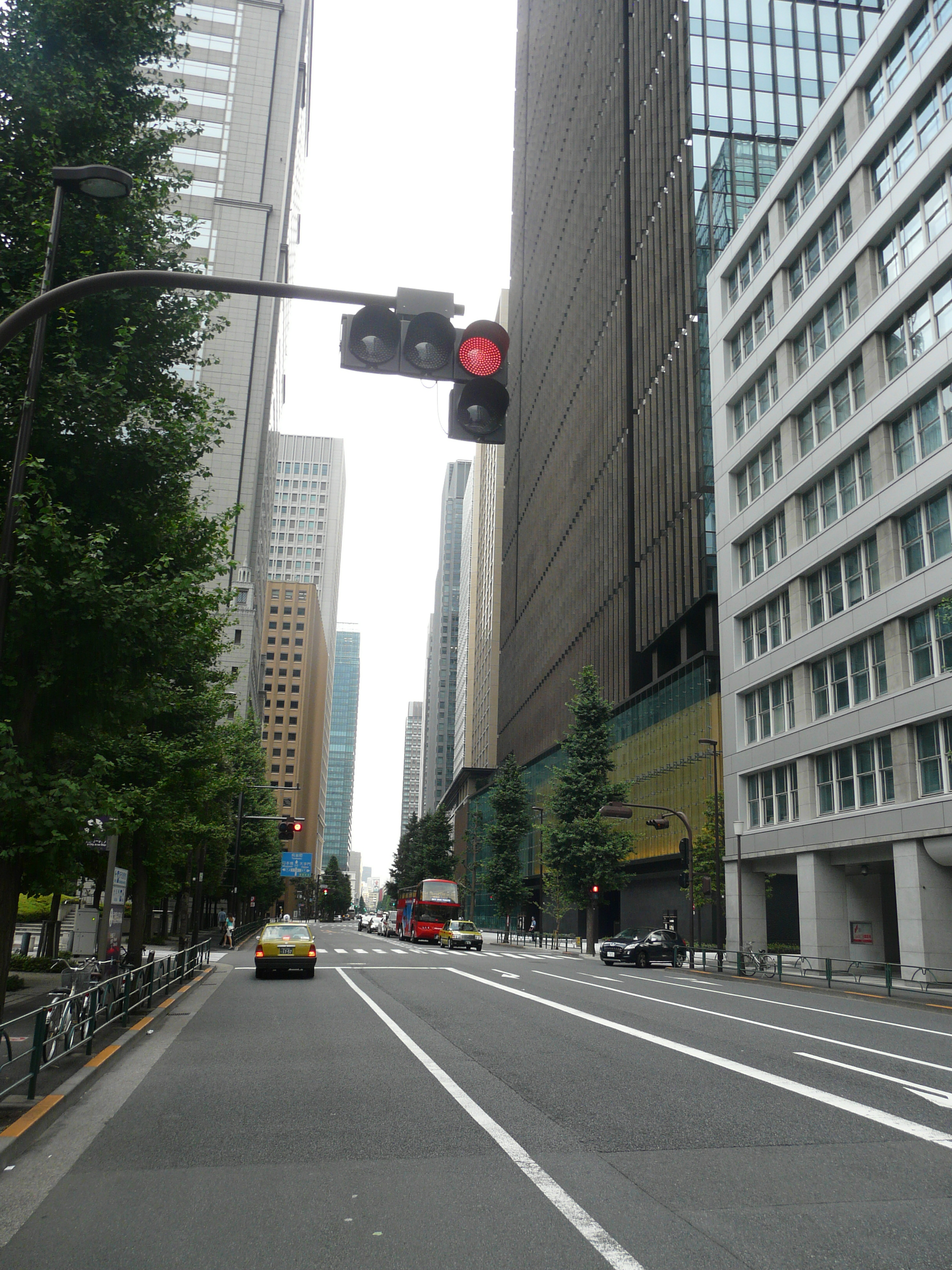
大手町街景

## 歷史
1590年，德川家康入府後填埋日比谷入江，現在的丸之內地區在江戶時代成為姬路藩酒井氏、福井藩松平氏、小倉藩小笠原氏等的大名屋敷。
明治維新後，此地改建成內務省、大藏省、文部省、大藏省印刷局等政府機關。
1952年，日本政府決定將分散的中央官廳集中至霞關，原政府用地賣給民間。之後高度經濟成長期的大樓興建浪潮，丸之內地區發展成辦工商區。
2000年代以後，高度經濟成長期所建設的辦公大樓因老化，陸續改建成摩天大樓，如經團連會館、大手町金融城、大手町PLACE等。2015年9月，三菱地所宣布將在常盤橋地區建設高390公尺的摩天大樓，預計在2027年完工。

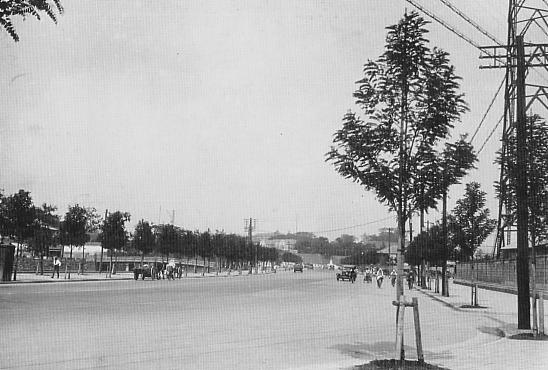
1925年左右的大手町
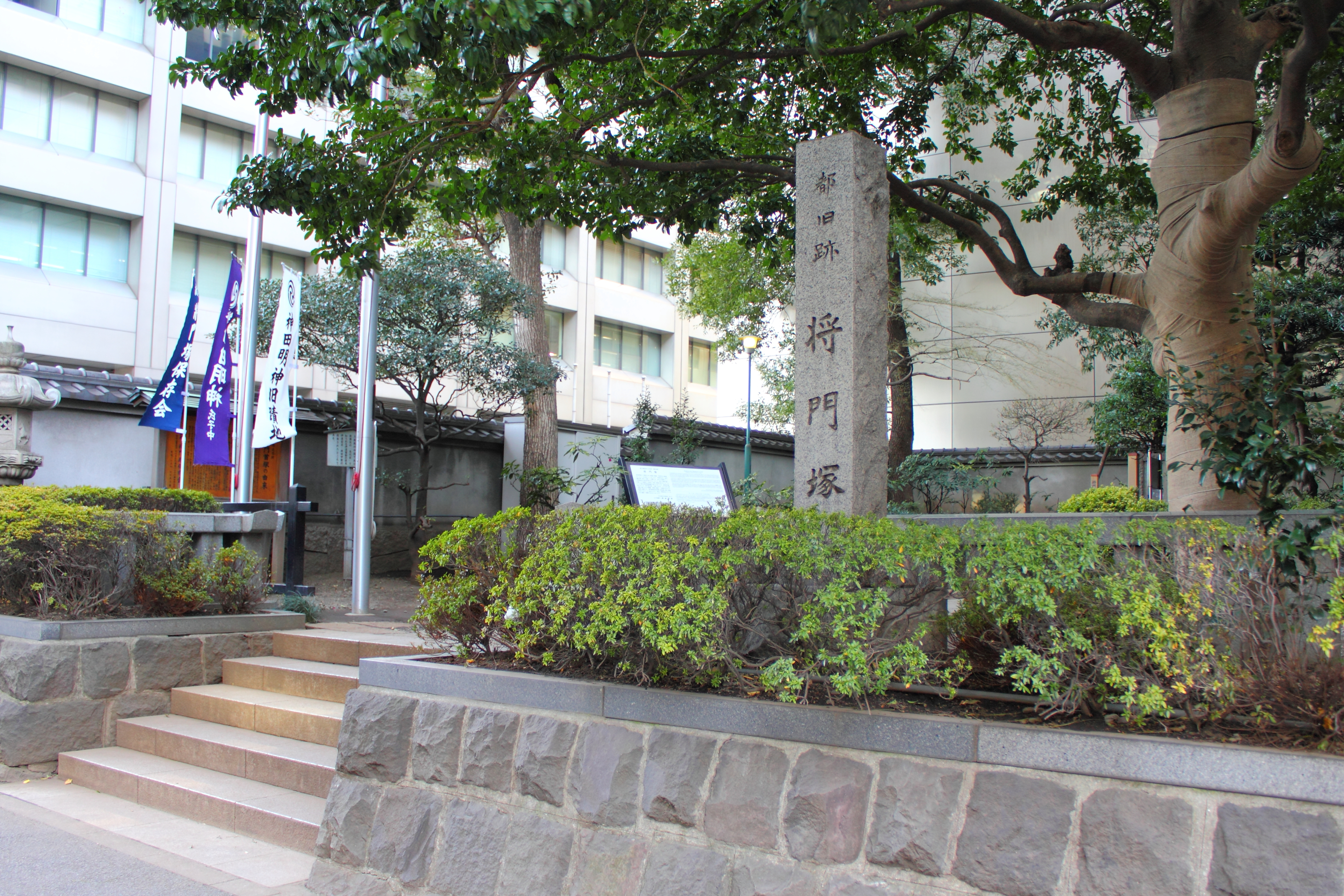
平將門之首塚

## 人口
2017年（平成29年）12月1日的戶數與人口如下。
| 丁目         | 戶數 | 人口 |
| ------------ | ---- | ---- |
| 大手町一丁目 | 11戶 | 12人 |

但是，白天在大手町的活动人口在72000人以上。

## 學區
區立中小學學區如下。此外，千代田區的中學校採用學校選擇制度，學生可選擇區內所有學校就讀。
| 丁目         | 番地 | 小學校                   | 中學校                                        |
| ------------ | ---- | ------------------------ | --------------------------------------------- |
| 大手町一丁目 | 4番  | 千代田區立御茶之水小學校 | 千代田區立麴町中學校 千代田區立神田一橋中學校 |
| 大手町一丁目 | 其他 | 千代田區立千代田小學校   | 千代田區立麴町中學校 千代田區立神田一橋中學校 |
| 大手町二丁目 | 全域 | 千代田區立千代田小學校   | 千代田區立麴町中學校 千代田區立神田一橋中學校 |

## 設施
官公署
- 日本氣象廳
- 大手町合同廳舍第3號館（東京國稅局等）
- 東京消防廳
- 丸之內消防署（日语：丸の内消防署）

企業、團體（設立本社、本店的法人）
| - 朝日生命保險 - Ushio電機 - 協和醗酵工業 - Kuraray - 產業經濟新聞社 - 產經大樓 - JX控股 - JX日礦日石能源 - JFE商事 - 信越化學工業 - 全國農業協同組合中央會 - 全國農業協同組合聯合會 - 太平洋金屬 - 電力中央研究所 | - 日揮 - 日本經濟新聞社 - 日本經濟團體聯合會 - 日本政策金融公庫 - 日本政策投資銀行 - 日本曹達 - 日本電信電話 - 野村證券 - 丸紅 - 瑞穗金融集團 - 瑞穗銀行 - 瑞穗證券 - 三井住友銀行 - 三井物產 - 三菱地所 - 三菱材料 - UAC - UBS證券 - 讀賣新聞集團本社 - 讀賣新聞東京本社 - 中央公論新社 |  |

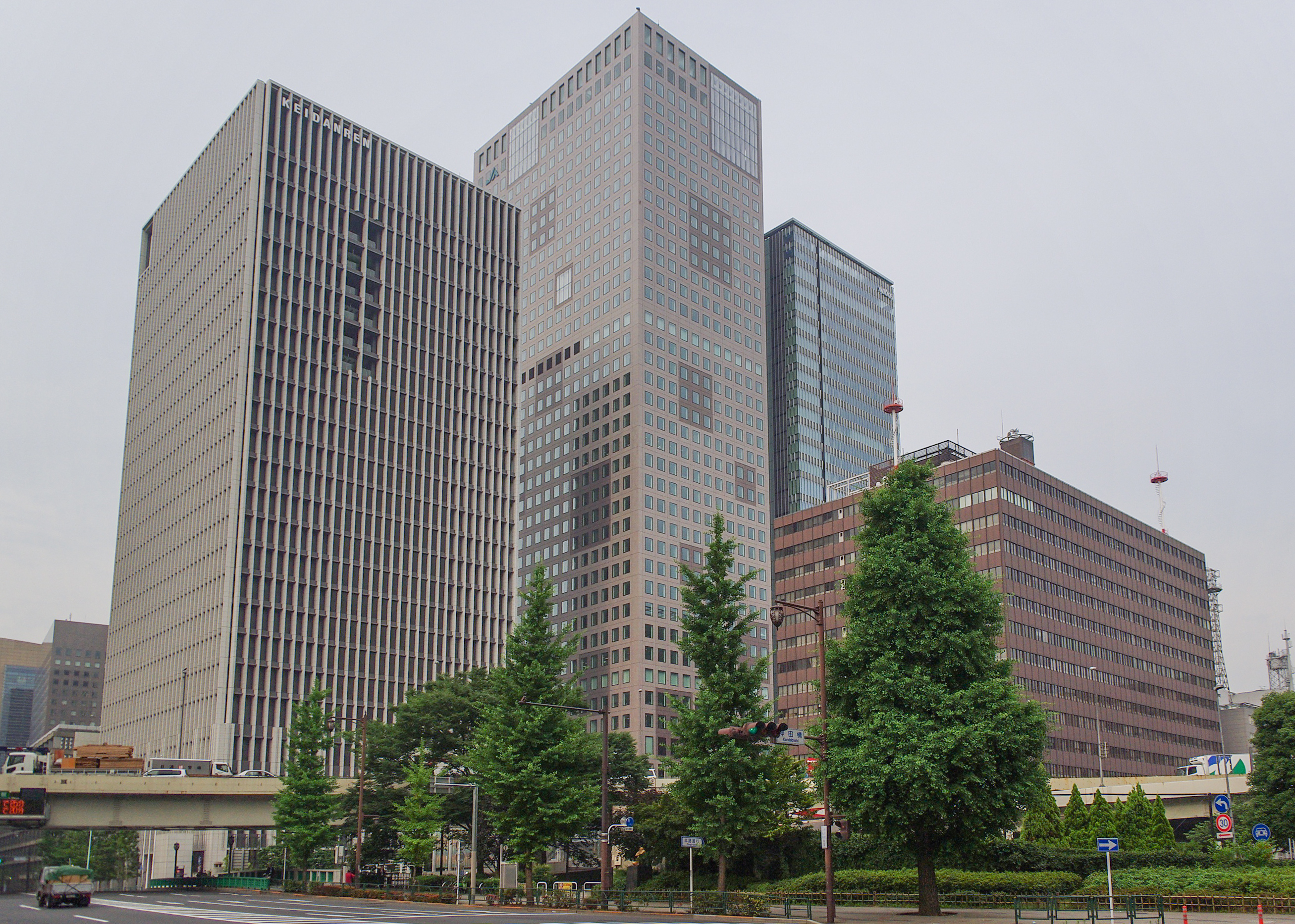
大手町一丁目地區再開發大樓群（經團聯會館、JA大樓、日本經濟新聞社東京本社大廈）與大手町合同廳舍3號館
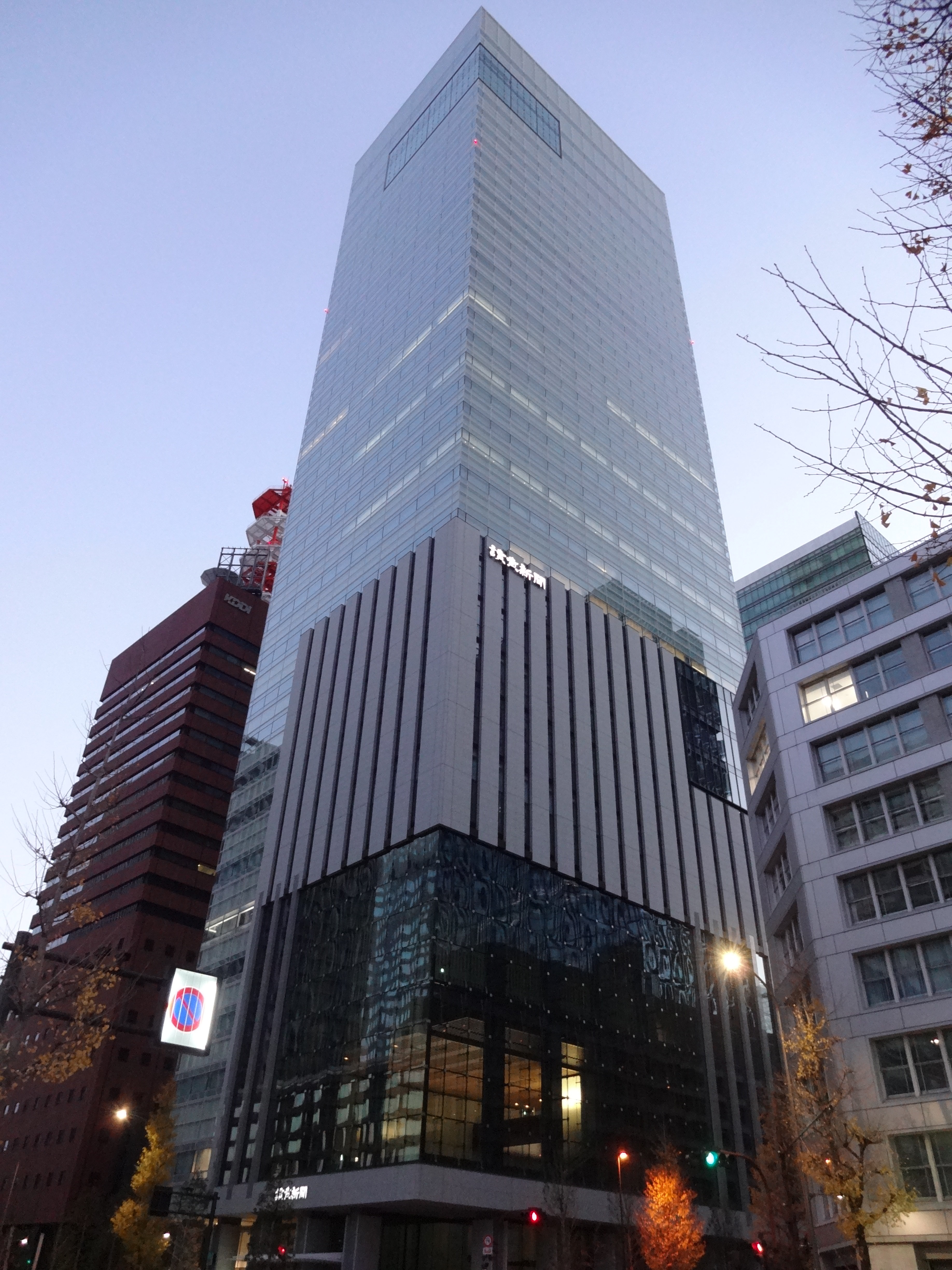
讀賣新聞大廈
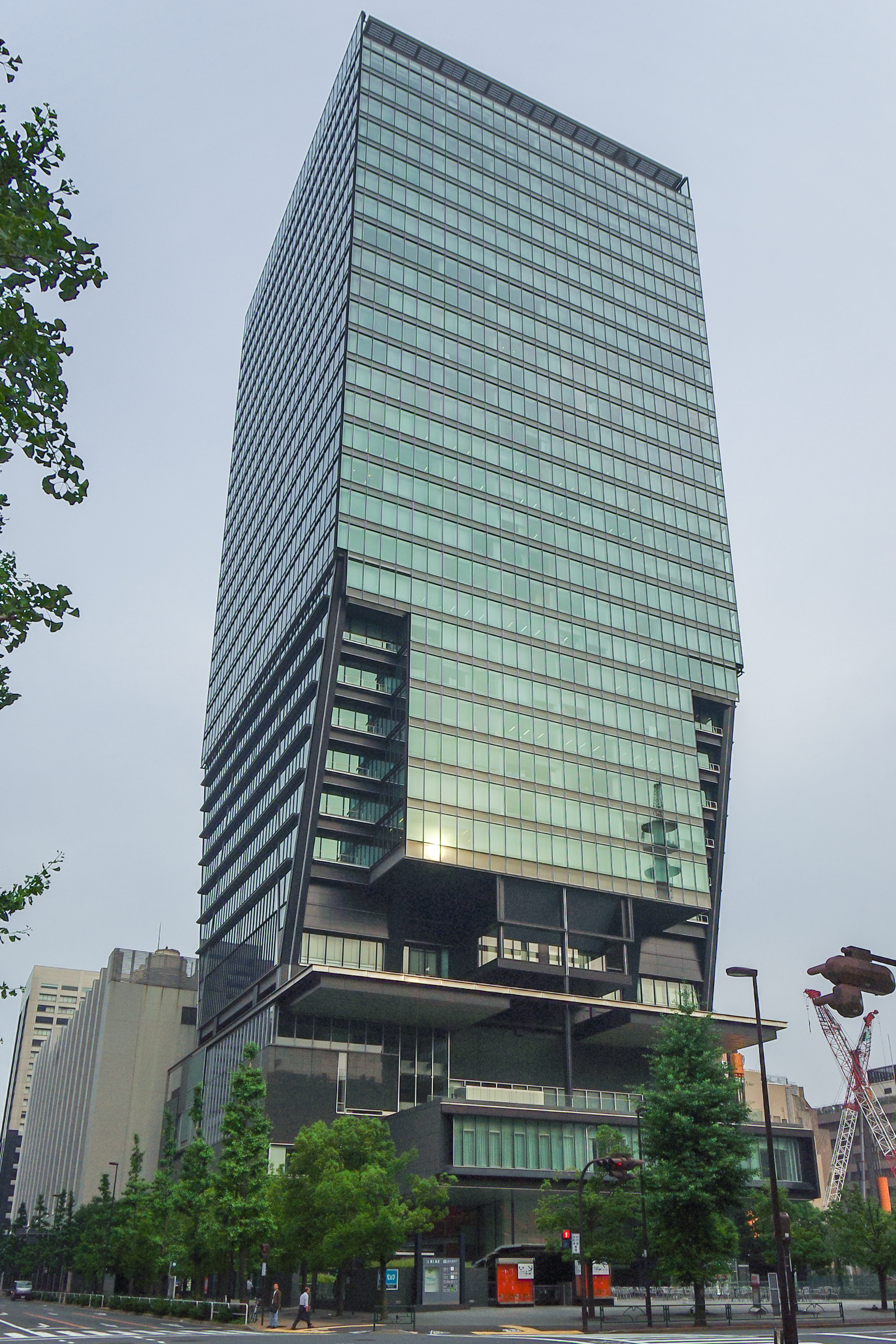
東京產經大廈（日语：産経新聞東京本社）
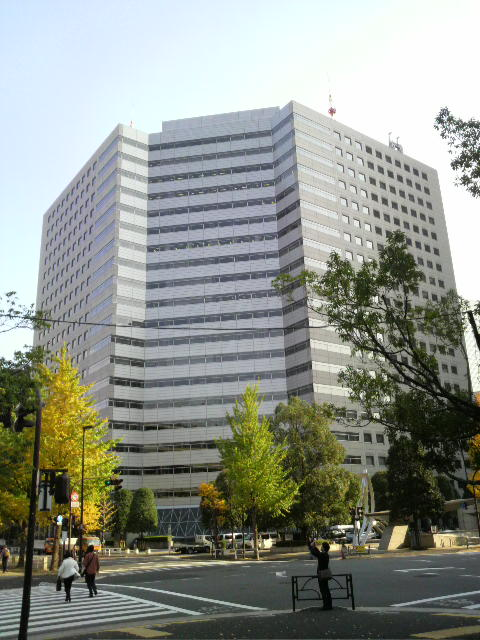
都會網大手町大廈（アーバンネット大手町ビル）
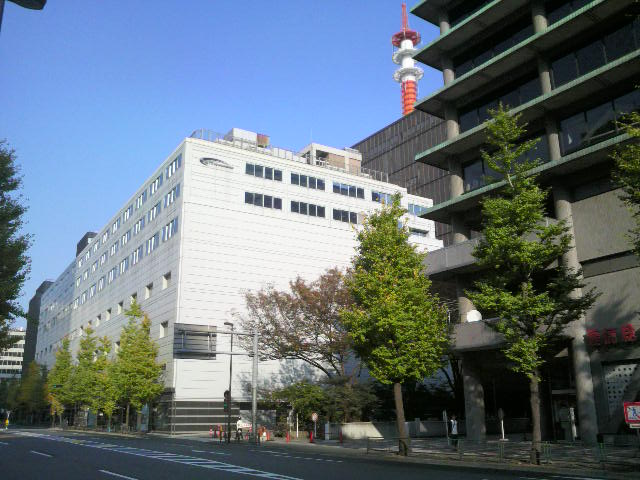
NTT Communications大手町大廈（NTTコミュニケーションズ大手町ビル）
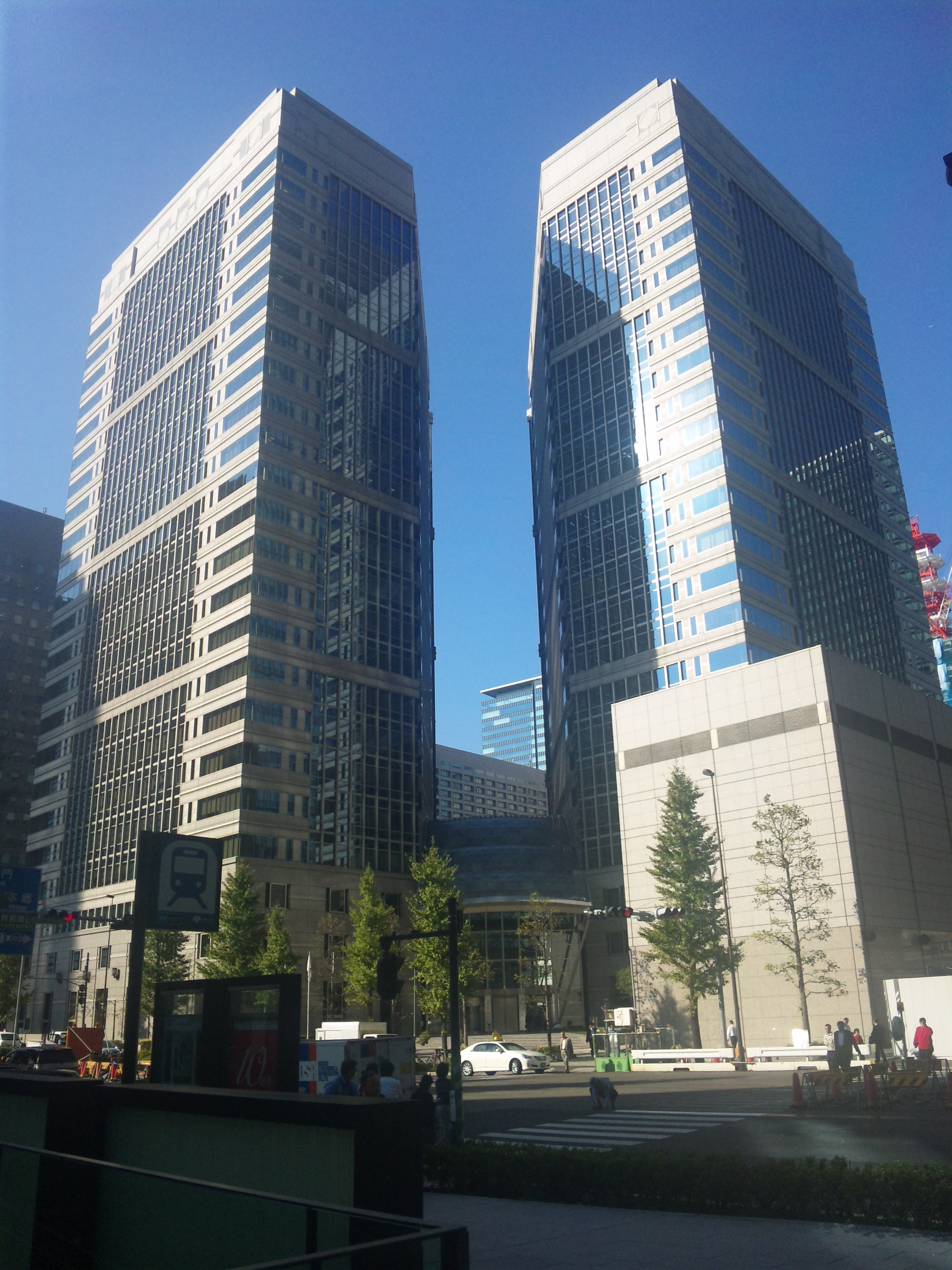
大手町第一廣場（大手町ファーストスクエア）
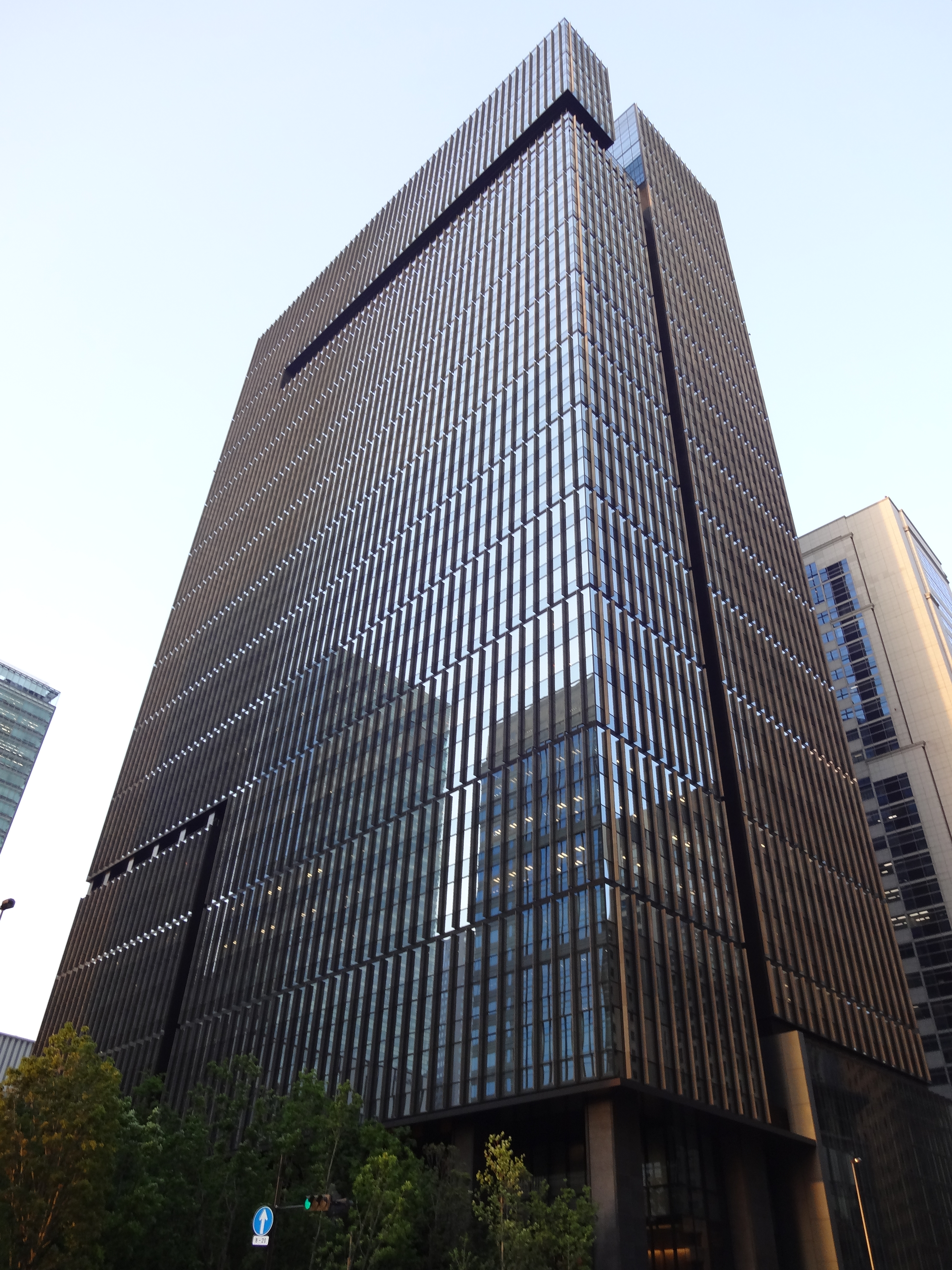
大手町塔

觀光
- 平將門首塚
- 常盤橋（日语：常盤橋 (日本橋川)）

- 和氣清麻呂像

## 交通
鐵路
- 東京地下鐵 大手町站（○丸之内線、○東西線、○千代田線、○半藏門線）
- 都營地下鐵 大手町站（○三田線） - 設有出入口。（所在地：丸之内）
- 離東南方的東京站不遠，可步行前往。

巴士
- 都營巴士東20 吳服橋（往錦糸町站前） - 往東京站丸之內北口設於丸之內。
- 都營巴士東22 吳服橋（往錦糸町站前） - 往東京站丸之內北口設於丸之內。
- 都營巴士東22乙 吳服橋（IBM箱崎大樓前） - 往東京站丸之內北口設於丸之內。僅平日運行。
- 都營巴士東43 神田橋、大手町（往東京站丸之內南口） - 往荒川土手設於丸之內。
- 丸之內Shuttle（日语：丸の内シャトル） 瑞穗銀行 / 東京產經大樓 / 讀賣新聞

道路
- 內堀通（東京都道301號白山祝田田町線）
- 永代通（日语：永代通り）（國道1號）
- 日比谷通（東京都道409號日比谷芝浦線（日语：東京都道409号日比谷芝浦線））

首都高速道路、出入口
- 首都高速道路都心環狀線
- 神田橋出入口（日语：神田橋出入口）
- 神田橋系統交流道（日语：神田橋ジャンクション）
- 首都高速道路八重洲線

## 備註
1. 1 2  . 千代田区. 2017-12-06  [2018-01-02]. （原始内容存档于2020-08-26）.
2. ↑  . 日本郵便.   [2018-01-02]. （原始内容存档于2018-01-02）.
3. ↑  . 総務省.   [2018-01-02]. （原始内容存档于2018-04-21）.
4. ↑   (PDF). .   [2020-12-07]. （原始内容存档 (PDF)于2020-12-07） （日语）.
5. ↑   (PDF). .   [2020-12-07]. （原始内容存档 (PDF)于2020-12-07） （日语）.
6. ↑  . ＵＲ都市機構　大手町連鎖型都市再生プロジェクト | 街にルネッサンス 独立行政法人都市再生機構.   [2025-01-12]. （原始内容存档于2017-06-28） （日语）.
7. ↑  . 朝日新聞デジタル.   [2025-01-12]. （原始内容存档于2015-09-07） （日语）.
8. ↑  . 千代田区. 2017-08-17  [2018-01-02]. （原始内容存档于2018-01-02）.
9. ↑  . 千代田区. 2017-10-26  [2018-01-02]. （原始内容存档于2018-01-02）.

## 關連項目
- 東京站

## 外部連結
- 千代田區* （页面存档备份，存于）
- 東京地下鐵 大手町站（页面存档备份，存于）
- 東京都交通局 大手町站